# 多古町
多古町（たこまち）は、千葉県の北東部に位置し、香取郡に属する町。
都市雇用圏における成田都市圏。弥生時代から稲作が盛んであり、多古米はブランド米として知られる。

## 地理
千葉県北東部に位置し、県庁所在地である千葉市から約35キロメートルの距離である。東京都の都心から60 - 70キロメートル圏内である。西は成田国際空港に接している。都市雇用圏における成田都市圏に含まれており、成田市への通勤率は19.6%（平成22年国勢調査）。
関東平野に位置し、下総台地と九十九里平野に挟まれ、町の中央部を栗山川が流れている。

### 隣接する自治体
- 匝瑳市
- 香取市
- 成田市
- 山武郡
  - 芝山町
  - 横芝光町

## 歴史
- 縄文時代

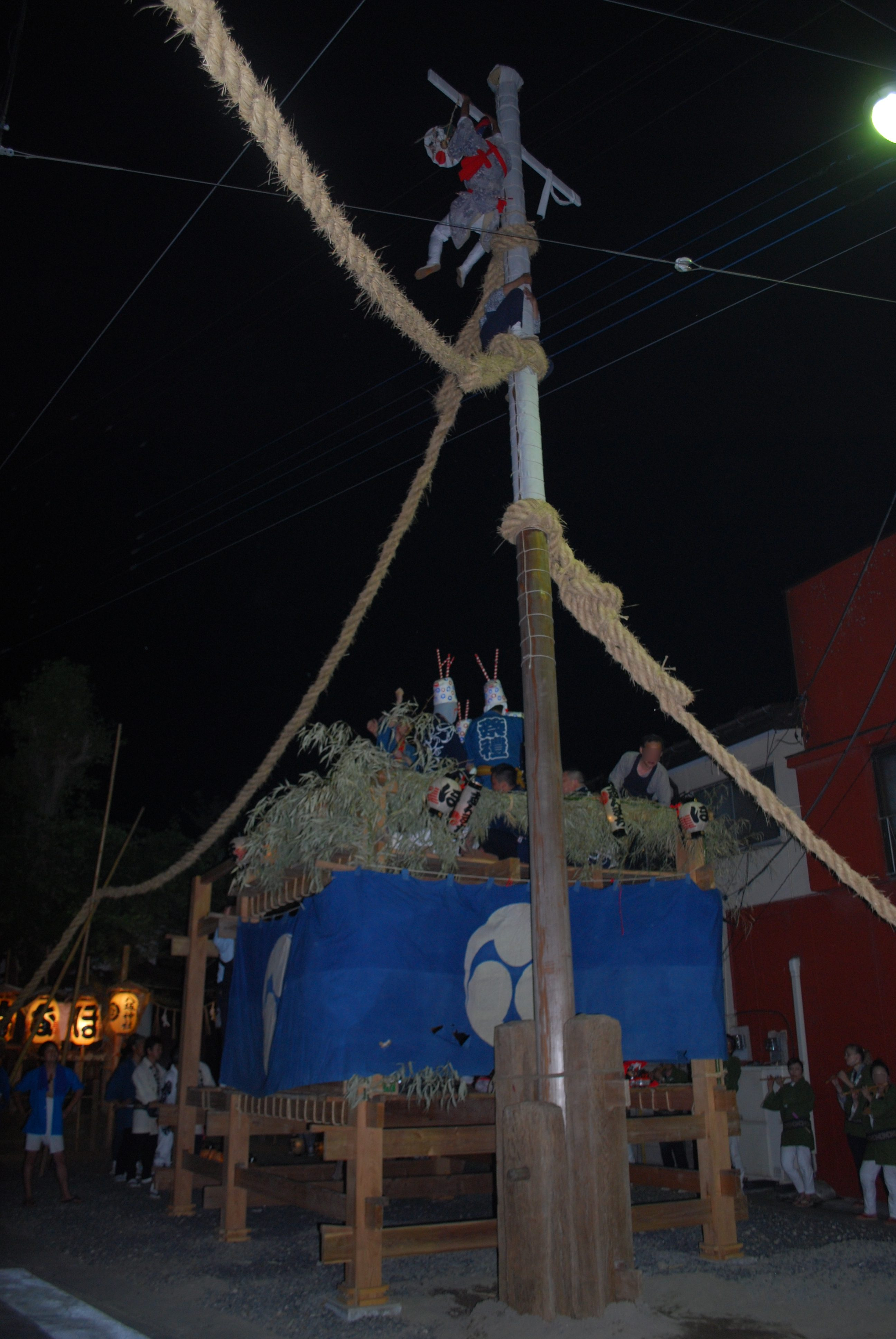
祇園際のしいかご舞

  - 丸木舟など、縄文時代の遺跡が多数発見されている。
- 弥生時代
  - 稲作が盛んになり、現在でも「多古米」はブランド米として知られる。
- 古墳時代
  - 千葉県最古の埴輪が発見された墳丘全長82メートルのしゃくし塚古墳に代表される柏熊古墳群や、73メートルの北条塚古墳を有する北条塚古墳群、そして小川土仏古墳群、内野古墳群、坂並白貝古墳群、淀台古墳群、飯土井台古墳群などの群集墳が数多くあり、九十九里浜から香取海へ通じる要衝であった。
- 平安前期
  - 九十九里浜から香取海、さらに陸奥国への交通の要衝であり、延暦16年（797年）に征夷大将軍に任じられた坂上田村麻呂が蝦夷征討の途中松崎神社に参拝したと伝えられている。
- 平安後期
  - 千田荘（現在の多古町）は上総下総両国の中心であったが、治承4年（1180年）に皇嘉門院判官代藤原親政（千田親政）が源頼朝に敗れ[注釈 1]、以後千葉氏の所領となった。
- 南北朝時代
  - 文永の役の負傷がもとで肥前国小城郡で没した千葉頼胤に代わって 嫡男の宗胤が九州に赴いた間に千葉氏の家督を弟の胤宗に横領されてしまった。千田荘を本拠とした宗胤の嫡男胤貞は、折りしも勃発した南北朝の戦いに際して北朝方について、南朝方についた胤宗の子貞胤と千葉氏の家督を賭けて争うが、貞胤が降伏した直後に自身が病没し宗家の地位を失った千田氏はその後衰退した。
- 室町時代
  - 馬加康胤の裏切りに遭い、千田荘に逃れて再起を図った千葉氏18代当主・千葉胤宣が康正元年8月12日（1455年9月23日）に多古城の近くの阿弥陀堂で、胤宣の父・胤直は8月15日（9月26日）に東禅寺で、胤直の弟・胤賢も9月7日（10月17日）に小堤城（現在の横芝光町小堤）で自刃、千葉氏宗家の嫡流が滅亡した。千葉氏宗家に仕えていた飯篠家直は、この様を目の当たりにし武芸をもって武士として生きることに虚しさを覚えた。そして厳しい修行の末「兵法とは平和の法なり」との悟りを得、天真正伝香取神道流を創始したと言われる。
- 江戸時代
  - 徳川家康の江戸入府に伴い、保科正光が多古に入部した（その後、松平（保科）家は高遠藩を経て子の正之は会津藩主）。天領時代を経て、松平（久松）家嫡流の勝義が多古を領し、廃藩置県まで松平（久松）家の領地であった。江戸時代の中期には、豊作・無病息災・雨乞い等の願いを込め、八坂神社の祇園祭に演じられる民俗芸能のしいかご舞が奉納されていたとされている[注釈 2]。

### 沿革
- 1889年（明治22年）4月1日 - 町村制施行に伴い、多古村、東条村、久賀村、中村、常磐村が発足。
- 1891年（明治24年）6月29日 - 多古村が町制施行し多古町（初代）となる。
- 1946年（昭和21年）10月9日 - 成田鉄道多古線が廃止。
- 1951年（昭和26年）4月1日 - 多古町、東条村が合併し多古町（2代目）を新設。
- 1954年（昭和29年）3月31日 - 多古町、久賀村、中村、常磐村が合併し多古町（3代目）を新設。
- 1970年（昭和45年）4月1日 - 国道296号が制定。
- 2001年（平成13年）8月21日 - 道の駅多古が開業。
- 2015年（平成27年）6月20日 - 多古台バスターミナルが開業。

### 行政区域変遷
- 変遷の年表

| 多古町域の変遷（年表） | 多古町域の変遷（年表） | 多古町域の変遷（年表） |
| 年                     | 月日                   | 現多古町町域に関連する行政区域変遷 |
| ---------------------- | ---------------------- | --- |
| 1889年（明治22年）     | 4月1日                 | 町村制施行に伴い、以下の村がそれぞれ発足。 - 多古村 ← 多古村・島村・千田村・林村・五反田村・染谷村・喜多村・飯笹村・間倉村・一鍬田村 - 東条村 ← 船越村・牛尾村 - 常磐村 ← 川島村・方田村・坂村・松崎村・南玉造村 - 久賀村 ← 香取郡久賀村と下埴生郡十余三村 - 中村 ← 南中村・北中村・南並木村・南借当村・南和田村・中村新田 |
| 1891年（明治24年）     | 6月29日                | 多古村は町制施行し多古町となる。 |
| 1951年（昭和26年）     | 4月1日                 | 多古町・東条村が合併し多古町が発足。 |
| 1954年（昭和29年）     | 3月31日                | 多古町・久賀村・中村・常磐村が合併し多古町が発足。 |

- 変遷表

| 多古町町域の変遷表 | 多古町町域の変遷表 | 多古町町域の変遷表 | 多古町町域の変遷表     | 多古町町域の変遷表 | 多古町町域の変遷表   | 多古町町域の変遷表    | 多古町町域の変遷表     | 多古町町域の変遷表 | 多古町町域の変遷表 |
| 1868年 以前        | 1868年 以前        | 1868年 以前        | 明治元年 - 明治22年    | 明治22年 4月1日    | 明治22年 - 昭和19年  | 昭和20年 - 昭和64年   | 昭和20年 - 昭和64年    | 平成元年 - 現在    | 現在               |
| ------------------ | ------------------ | ------------------ | ---------------------- | ------------------ | -------------------- | --------------------- | ---------------------- | ------------------ | ------------------ |
| 香取郡             |                    | 多古村             | 多古村                 | 多古村             | 明治24年6月29日 町制 | 昭和26年4月1日 多古町 | 昭和29年3月31日 多古町 | 多古町             | 多古町             |
| 香取郡             | 島村               |                    |                        | 多古村             | 明治24年6月29日 町制 | 昭和26年4月1日 多古町 | 昭和29年3月31日 多古町 | 多古町             | 多古町             |
| 香取郡             | 水戸村             |                    |                        | 多古村             | 明治24年6月29日 町制 | 昭和26年4月1日 多古町 | 昭和29年3月31日 多古町 | 多古町             | 多古町             |
| 香取郡             | 千田村             |                    |                        | 多古村             | 明治24年6月29日 町制 | 昭和26年4月1日 多古町 | 昭和29年3月31日 多古町 | 多古町             | 多古町             |
| 香取郡             | 林村               |                    |                        | 多古村             | 明治24年6月29日 町制 | 昭和26年4月1日 多古町 | 昭和29年3月31日 多古町 | 多古町             | 多古町             |
| 香取郡             | 五反田村           |                    |                        | 多古村             | 明治24年6月29日 町制 | 昭和26年4月1日 多古町 | 昭和29年3月31日 多古町 | 多古町             | 多古町             |
| 香取郡             | 染井村             |                    |                        | 多古村             | 明治24年6月29日 町制 | 昭和26年4月1日 多古町 | 昭和29年3月31日 多古町 | 多古町             | 多古町             |
| 香取郡             |                    | 東佐野村           | 明治10年 喜多村        | 多古村             | 明治24年6月29日 町制 | 昭和26年4月1日 多古町 | 昭和29年3月31日 多古町 | 多古町             | 多古町             |
| 香取郡             | 中佐野村           |                    | 明治10年 喜多村        | 多古村             | 明治24年6月29日 町制 | 昭和26年4月1日 多古町 | 昭和29年3月31日 多古町 | 多古町             | 多古町             |
| 香取郡             | 東台村             |                    | 明治10年 喜多村        | 多古村             | 明治24年6月29日 町制 | 昭和26年4月1日 多古町 | 昭和29年3月31日 多古町 | 多古町             | 多古町             |
| 香取郡             | 井野村             |                    | 明治10年 喜多村        | 多古村             | 明治24年6月29日 町制 | 昭和26年4月1日 多古町 | 昭和29年3月31日 多古町 | 多古町             | 多古町             |
| 香取郡             | 大原村             |                    | 明治10年 喜多村        | 多古村             | 明治24年6月29日 町制 | 昭和26年4月1日 多古町 | 昭和29年3月31日 多古町 | 多古町             | 多古町             |
| 香取郡             | 飯笹村             |                    |                        | 多古村             | 明治24年6月29日 町制 | 昭和26年4月1日 多古町 | 昭和29年3月31日 多古町 | 多古町             | 多古町             |
| 香取郡             | 間倉村             |                    |                        | 多古村             | 明治24年6月29日 町制 | 昭和26年4月1日 多古町 | 昭和29年3月31日 多古町 | 多古町             | 多古町             |
| 香取郡             | 一鍬田村           |                    |                        | 多古村             | 明治24年6月29日 町制 | 昭和26年4月1日 多古町 | 昭和29年3月31日 多古町 | 多古町             | 多古町             |
| 香取郡             |                    | 牛尾村             | 牛尾村                 | 東条村             | 東条村               | 昭和26年4月1日 多古町 | 昭和29年3月31日 多古町 | 多古町             | 多古町             |
| 香取郡             | 船越村             |                    |                        | 東条村             | 東条村               | 昭和26年4月1日 多古町 | 昭和29年3月31日 多古町 | 多古町             | 多古町             |
| 香取郡             |                    | 井戸山村           | 明治10年 久賀村        | 久賀村             | 久賀村               | 久賀村                | 昭和29年3月31日 多古町 | 多古町             | 多古町             |
| 香取郡             | 寺作村             |                    | 明治10年 久賀村        | 久賀村             | 久賀村               | 久賀村                | 昭和29年3月31日 多古町 | 多古町             | 多古町             |
| 香取郡             | 御所台村           |                    | 明治10年 久賀村        | 久賀村             | 久賀村               | 久賀村                | 昭和29年3月31日 多古町 | 多古町             | 多古町             |
| 香取郡             | 高津原村           |                    | 明治10年 久賀村        | 久賀村             | 久賀村               | 久賀村                | 昭和29年3月31日 多古町 | 多古町             | 多古町             |
| 香取郡             | 大門村             |                    | 明治10年 久賀村        | 久賀村             | 久賀村               | 久賀村                | 昭和29年3月31日 多古町 | 多古町             | 多古町             |
| 香取郡             | 檜木村             |                    | 明治10年 久賀村        | 久賀村             | 久賀村               | 久賀村                | 昭和29年3月31日 多古町 | 多古町             | 多古町             |
| 香取郡             | 出沼村             |                    | 明治10年 久賀村        | 久賀村             | 久賀村               | 久賀村                | 昭和29年3月31日 多古町 | 多古町             | 多古町             |
| 香取郡             | 本三倉村           |                    | 明治10年 久賀村        | 久賀村             | 久賀村               | 久賀村                | 昭和29年3月31日 多古町 | 多古町             | 多古町             |
| 香取郡             | 次浦村             |                    | 明治10年 久賀村        | 久賀村             | 久賀村               | 久賀村                | 昭和29年3月31日 多古町 | 多古町             | 多古町             |
| 香取郡             | 西古内村           |                    | 明治10年 久賀村        | 久賀村             | 久賀村               | 久賀村                | 昭和29年3月31日 多古町 | 多古町             | 多古町             |
| 香取郡             | 谷三倉村           |                    | 明治10年 久賀村        | 久賀村             | 久賀村               | 久賀村                | 昭和29年3月31日 多古町 | 多古町             | 多古町             |
| 下埴生郡           |                    |                    | 明治5年 十余三村の一部 | 久賀村             | 久賀村               | 久賀村                | 昭和29年3月31日 多古町 | 多古町             | 多古町             |
| 香取郡             |                    | 川島村             | 川島村                 | 常磐村             | 常磐村               | 常磐村                | 昭和29年3月31日 多古町 | 多古町             | 多古町             |
| 香取郡             | 方田村             |                    |                        | 常磐村             | 常磐村               | 常磐村                | 昭和29年3月31日 多古町 | 多古町             | 多古町             |
| 香取郡             | 坂村               |                    |                        | 常磐村             | 常磐村               | 常磐村                | 昭和29年3月31日 多古町 | 多古町             | 多古町             |
| 香取郡             | 松崎村             |                    |                        | 常磐村             | 常磐村               | 常磐村                | 昭和29年3月31日 多古町 | 多古町             | 多古町             |
| 香取郡             | 南玉造村           |                    |                        | 常磐村             | 常磐村               | 常磐村                | 昭和29年3月31日 多古町 | 多古町             | 多古町             |
| 香取郡             |                    | 南中村             | 南中村                 | 中村               | 中村                 | 中村                  | 昭和29年3月31日 多古町 | 多古町             | 多古町             |
| 香取郡             | 北中村             |                    |                        | 中村               | 中村                 | 中村                  | 昭和29年3月31日 多古町 | 多古町             | 多古町             |
| 香取郡             | 南並木村           |                    |                        | 中村               | 中村                 | 中村                  | 昭和29年3月31日 多古町 | 多古町             | 多古町             |
| 香取郡             | 南借当村           |                    |                        | 中村               | 中村                 | 中村                  | 昭和29年3月31日 多古町 | 多古町             | 多古町             |
| 香取郡             | 南和田村           |                    |                        | 中村               | 中村                 | 中村                  | 昭和29年3月31日 多古町 | 多古町             | 多古町             |
| 香取郡             | 中村新田           |                    |                        | 中村               | 中村                 | 中村                  | 昭和29年3月31日 多古町 | 多古町             | 多古町             |

## 人口
平成27年国勢調査より前回調査からの人口増減をみると、7.99%減の14,724人であり、増減率は千葉県下54市町村中48位、60行政区域中54位。
| |                                        |  |
| 多古町と全国の年齢別人口分布（2005年） | 多古町の年齢・男女別人口分布（2005年） |  |
| ■紫色 ― 多古町 ■緑色 ― 日本全国 | ■青色 ― 男性 ■赤色 ― 女性              |  |
| 多古町（に相当する地域）の人口の推移 \| 1970年（昭和45年） \| 17,367人 \| \| \| 1975年（昭和50年） \| 17,141人 \| \| \| 1980年（昭和55年） \| 17,133人 \| \| \| 1985年（昭和60年） \| 17,429人 \| \| \| 1990年（平成2年） \| 17,683人 \| \| \| 1995年（平成7年） \| 18,201人 \| \| \| 2000年（平成12年） \| 17,603人 \| \| \| 2005年（平成17年） \| 16,950人 \| \| \| 2010年（平成22年） \| 16,002人 \| \| \| 2015年（平成27年） \| 14,724人 \| \| \| 2020年（令和2年） \| 13,735人 \| \| |                                        |  |
| 総務省統計局 国勢調査より |                                        |  |
| 1970年（昭和45年） | 17,367人                               |  |
| 1975年（昭和50年） | 17,141人                               |  |
| 1980年（昭和55年） | 17,133人                               |  |
| 1985年（昭和60年） | 17,429人                               |  |
| 1990年（平成2年） | 17,683人                               |  |
| 1995年（平成7年） | 18,201人                               |  |
| 2000年（平成12年） | 17,603人                               |  |
| 2005年（平成17年） | 16,950人                               |  |
| 2010年（平成22年） | 16,002人                               |  |
| 2015年（平成27年） | 14,724人                               |  |
| 2020年（令和2年） | 13,735人                               |  |

## 行政

### 首長
- 町長：平山富子（2022年2月6日から、1期目）[2]

### 町議会
定数:14

### 国政
- 衆議院
  - 選挙区：全域が千葉県第10区に属する。
- 参議院
  - 選挙区：千葉県選挙区に属する。

### 県政
- 千葉県議会
  - 選挙区：香取市・神崎町・多古町で1つの選挙区となっており、定数2人。

## 経済

### 産業

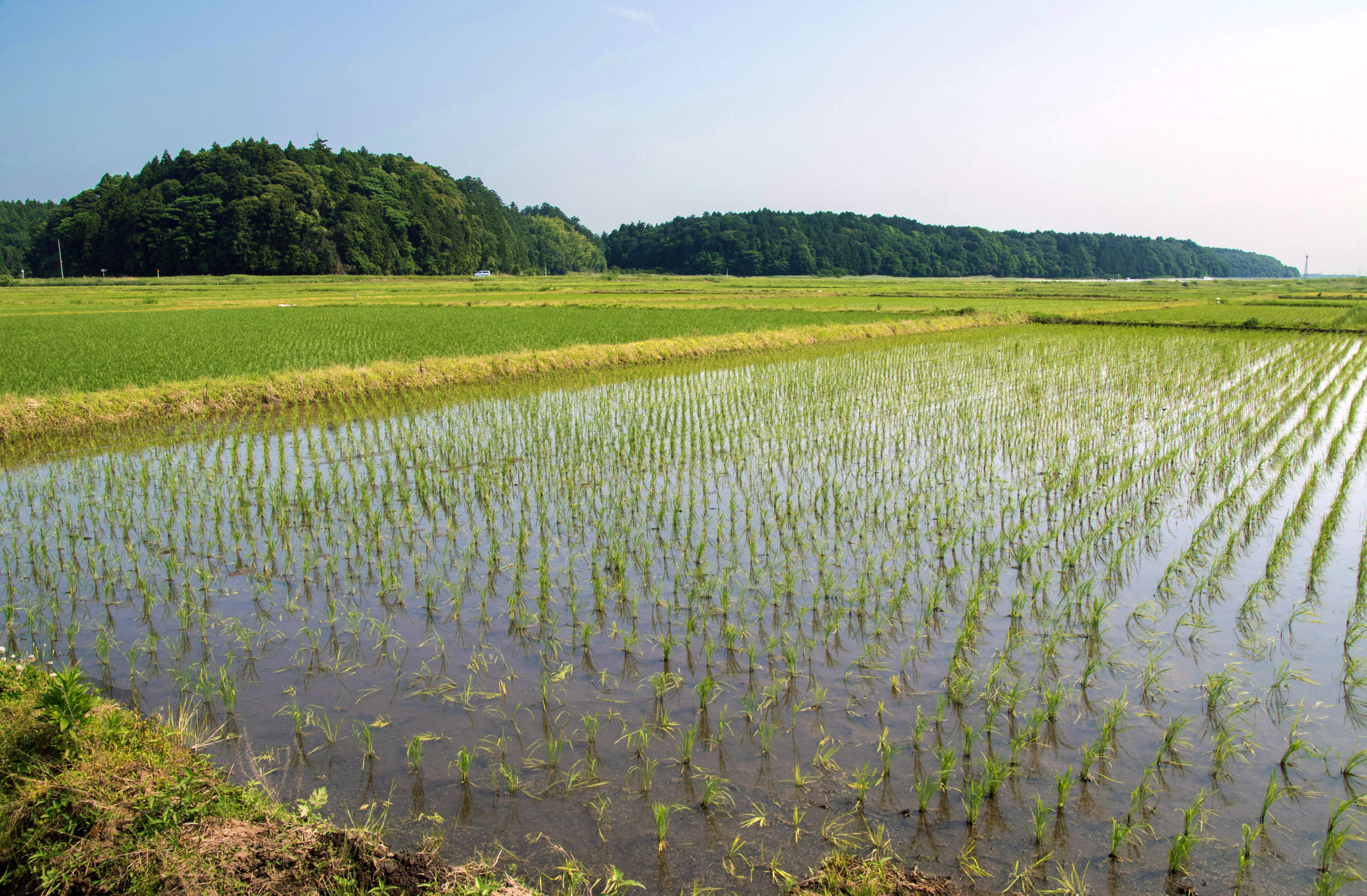
多古町の水田地帯

基幹産業は第1次産業であり、農業が盛んである。水戸には多古工業団地があり、龍角散、古谷乳業などの工場がある。
- 農業 - コメ、冬ニンジン、ミツバの生産量が多い[4]。特にヤマノイモ（やまと芋）は全国屈指の生産量・生産額である[5][6]。

農業協同組合
- かとり農業協同組合

#### 特産品
- 多古米（コメ）
- 多古やまといも（ヤマノイモ）
  - 生産量全国2位、生産額全国1位

#### 本社・本店を置く企業
- 成田セントラル観光
- カクタ パチンコ店「パールショップともえ」を運営
- ハーバーコスメティクス
- 鎌形建設
- ジェリービーンズ
- 新日本化学工業
- タジマ・コーポレーション
- 藤物流

## 地域

### 教育

#### 高等学校
- 千葉県立多古高等学校
- わせがく高等学校

#### 中学校
- 多古町立多古中学校

#### 小学校
- 多古町立久賀小学校
- 多古町立多古第一小学校
- 多古町立中村小学校

### キャラクター
- ふっくらたまこ[7]
  - 4月1日生まれ。多古町で生まれ育ち、米づくり農家の夫と子どもがいる新米かあさん。みんなに愛されるお米の妖精である。多古町の歴史だけでなく、農産物やイベントなど、町のことをいろいろ知っている。空を飛べるらしいが、飛んでいるところを誰も見たことがない。多古町は成田空港のすぐ隣なので、飛行機を眺めては、いつかは乗ってみたいなと思っている。

## 交通

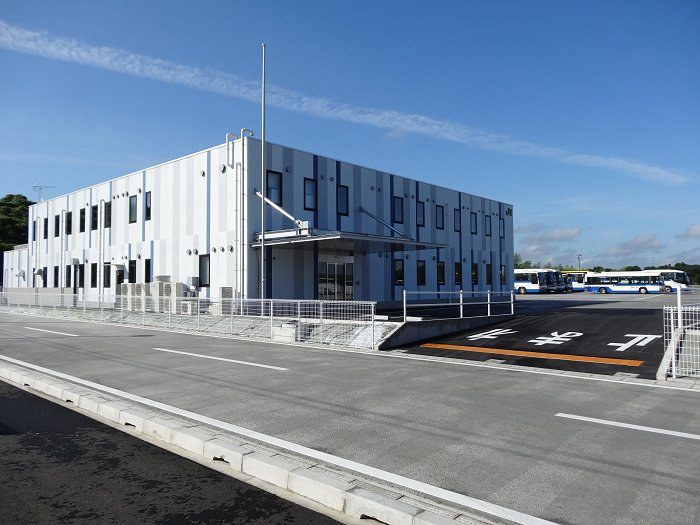
JRバス関東成田空港支店

### 鉄道
成田空港内の飛び地（一鍬田の一部）を京成東成田線が通過しているが、駅はない。最寄り駅は芝山鉄道芝山鉄道線芝山千代田駅。
かつては成田鉄道多古線が通っており、五辻駅・飯笹駅・染井駅・多古駅の各駅が存在した。

### バス路線
中心となる停留所：多古台バスターミナル

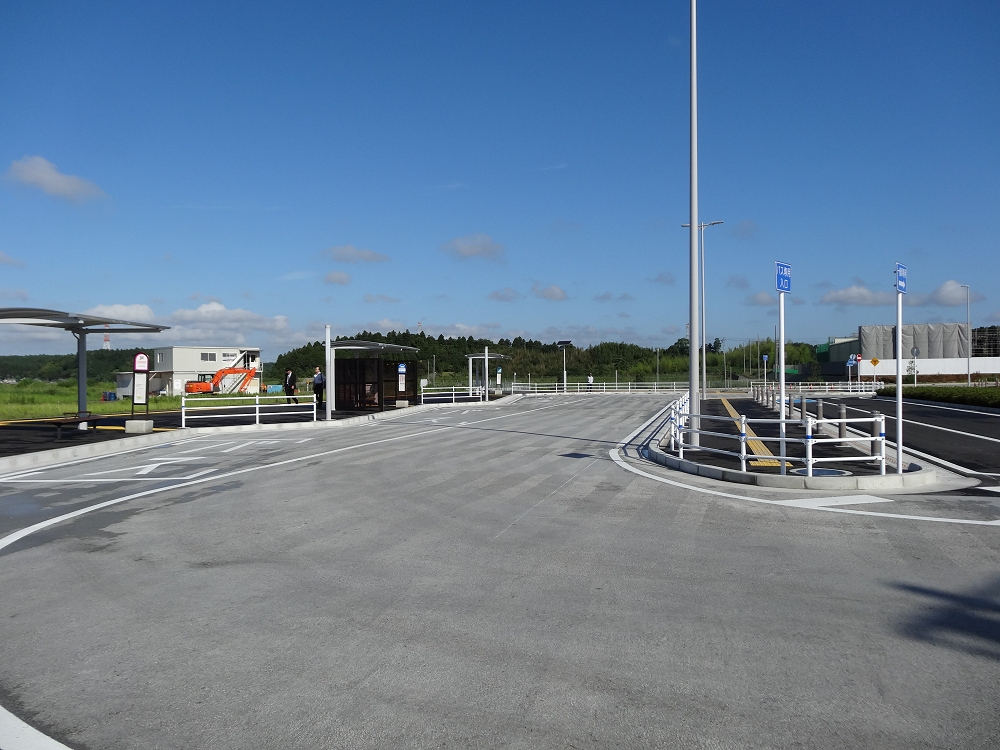
多古台バスターミナル（パークアンドライド）

多古台バスターミナルがあり、パークアンドライド（駐車料金は無料）にも対応している。ジェイアールバス関東成田空港支店が隣接している。

#### 高速バス
- 京成バス千葉イースト
  - 東京駅八重洲南口（降車は日本橋口） - 多古台バスターミナル（東京 - 富里・多古線）

#### 路線バス
- JRバス関東
  - 成田空港支店
    - 八日市場駅 - 多古台バスターミナル - 三里塚 - JR成田駅
    - 多古台バスターミナル - 佐原駅
- 京成バス千葉イースト
  - 多古営業所
    - 成田空港第2ターミナル（空港第2ビル駅） - 赤池 - ジェイフィルム
    - 多古 - 大栄支所
- 多古町循環バス
- 多古 - 成田空港間シャトルバス （多古 - 成田空港第2ターミナル）

### 道路

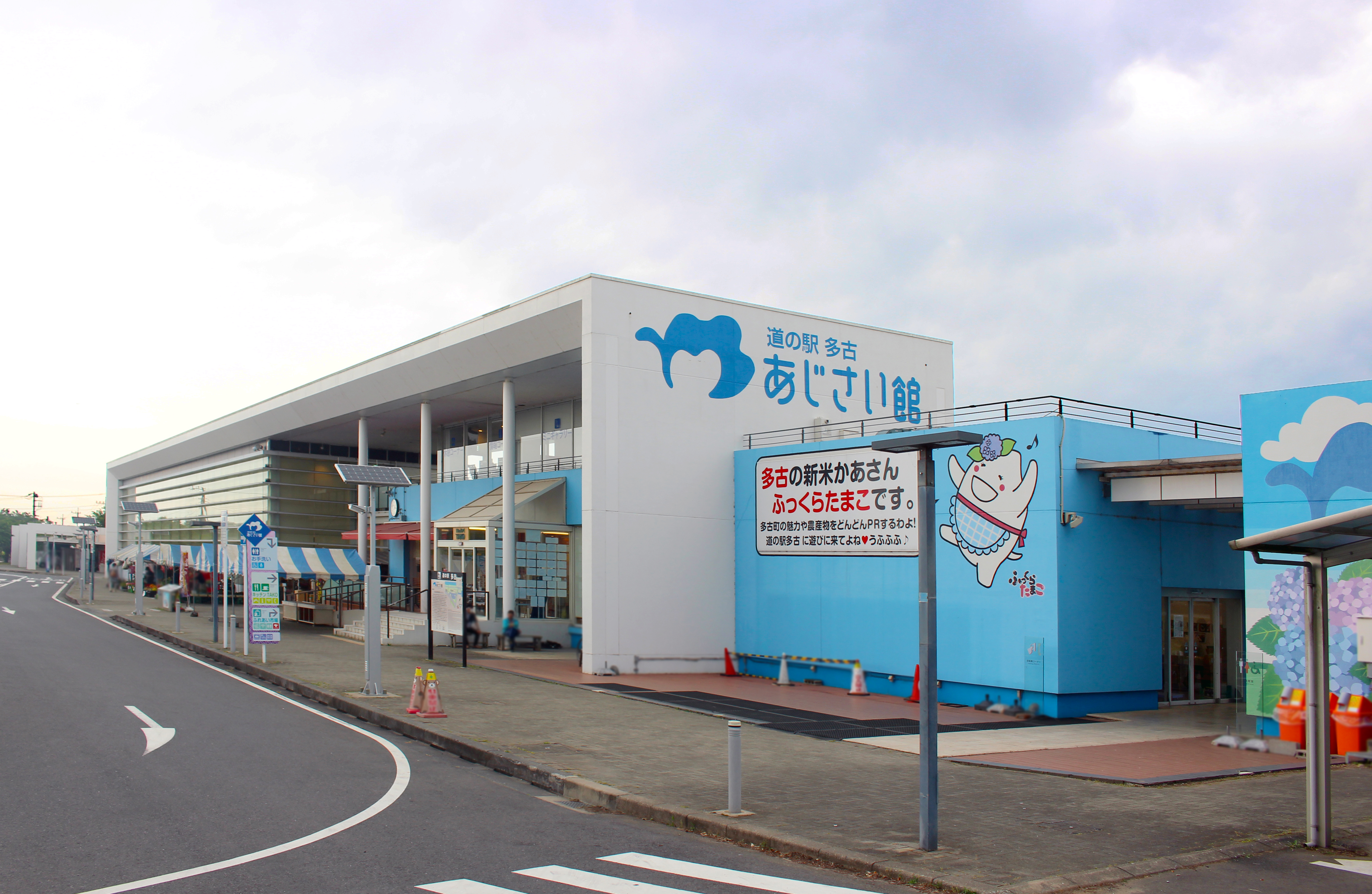
道の駅多古（あじさい館）

高規格幹線道路
- 首都圏中央連絡自動車道（事業中）
  - 多古インターチェンジ

一般国道
- 国道296号

主要地方道
- 千葉県道16号佐原八日市場線
- 千葉県道44号成田小見川鹿島港線
- 千葉県道45号八日市場八街線
- 千葉県道74号多古笹本線
- 千葉県道79号横芝下総線

都道府県道
- 千葉県道106号八日市場佐倉線
- 千葉県道113号佐原多古線
- 千葉県道114号八日市場山田線
- 千葉県道120号多古栗源線
- 千葉県道127号多古山田線

道の駅
- 道の駅多古

## 名所・旧跡・観光スポット・祭事・催事

### 名所・旧跡
| - 松崎神社 - 八坂神社 - 六所大神 - 宇賀神社 - 浄妙寺 - 東禅寺 - 日本寺（中村檀林、関東三大檀林） - 妙光寺 - 蓮華寺（玉造檀林） - しゃくし塚古墳（千葉県指定史跡） - 北条塚古墳（千葉県指定史跡） | - 多古城跡 - 志摩城跡 - 分城跡 - 並木城跡 - 中城跡 - 久保城跡 - 土橋城跡 - 次浦八郎常盛館跡 - 次浦城跡 - 玉造城跡 - 千田城跡 |

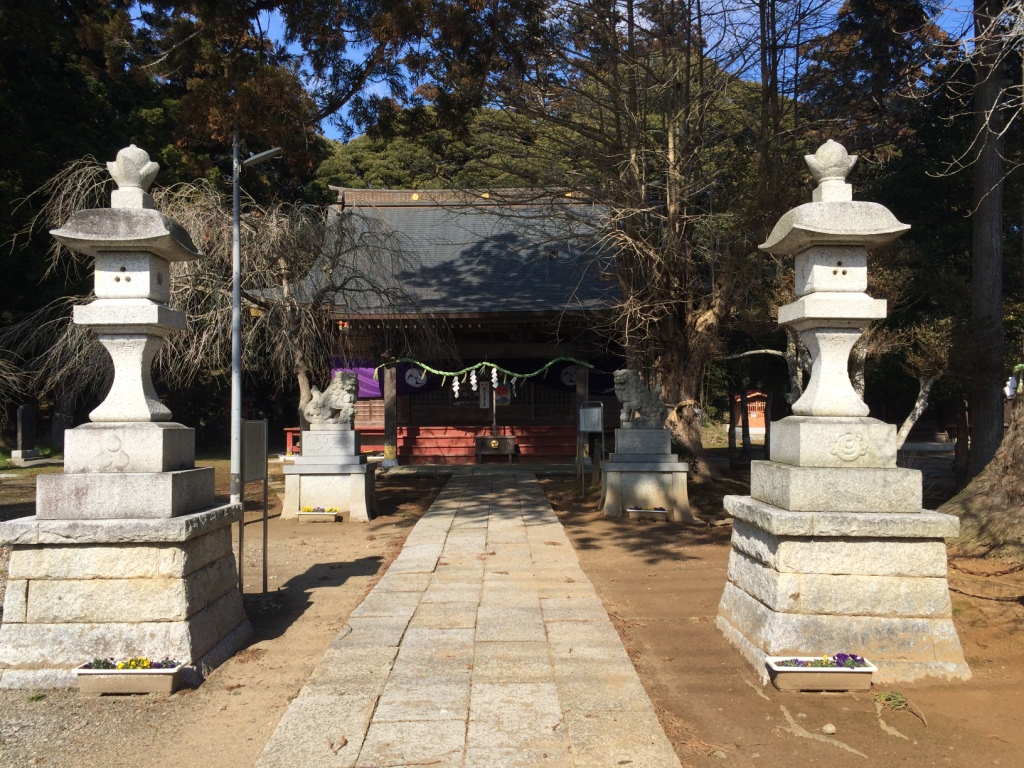
松崎神社
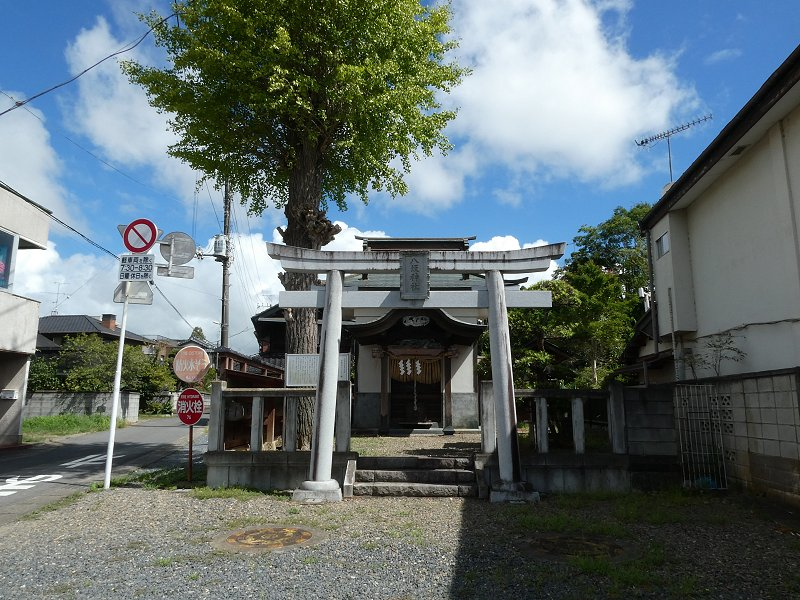
八坂神社
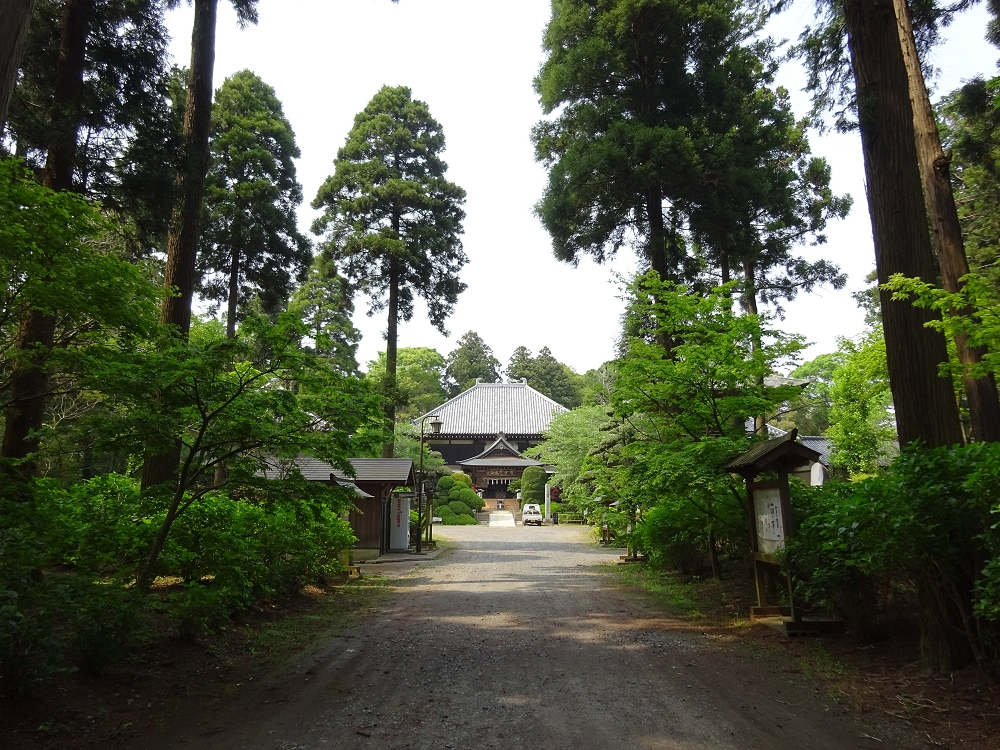
日本寺（中村檀林）
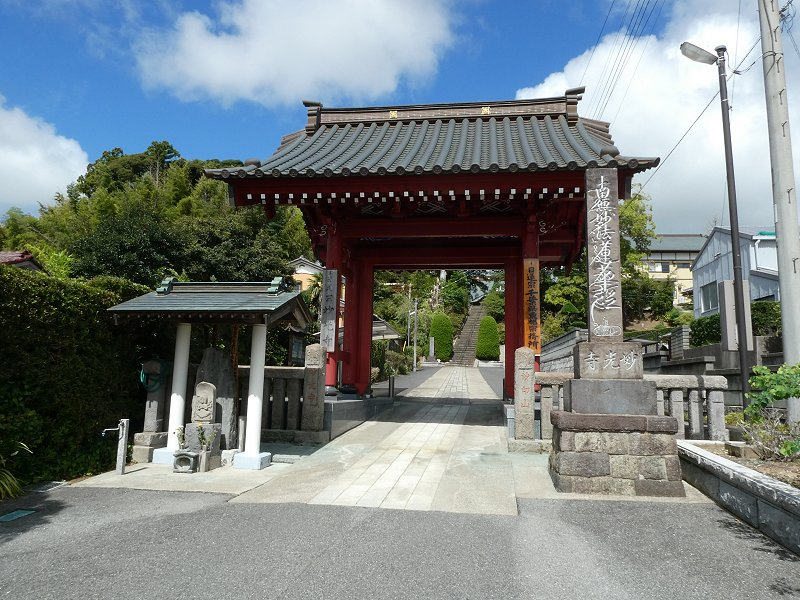
妙光寺
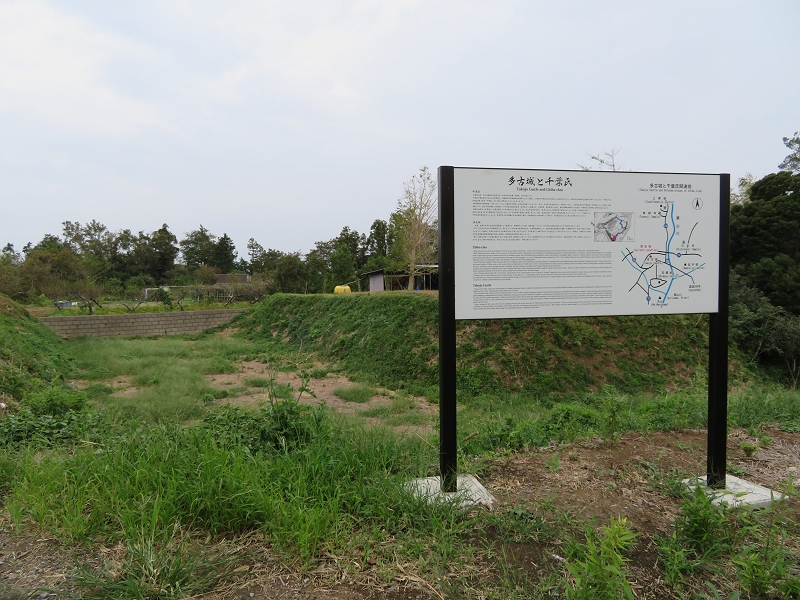
多古城跡
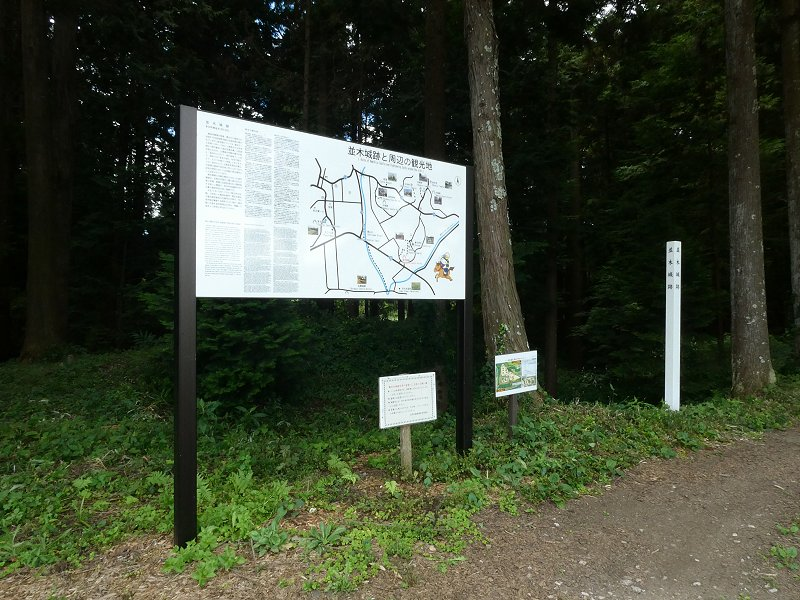
並木城跡

### 観光スポット
- 弥勒菩薩光臨堂
- 米本図書館
- 多古光湿原
- TACO GLAMP THE MEXICO

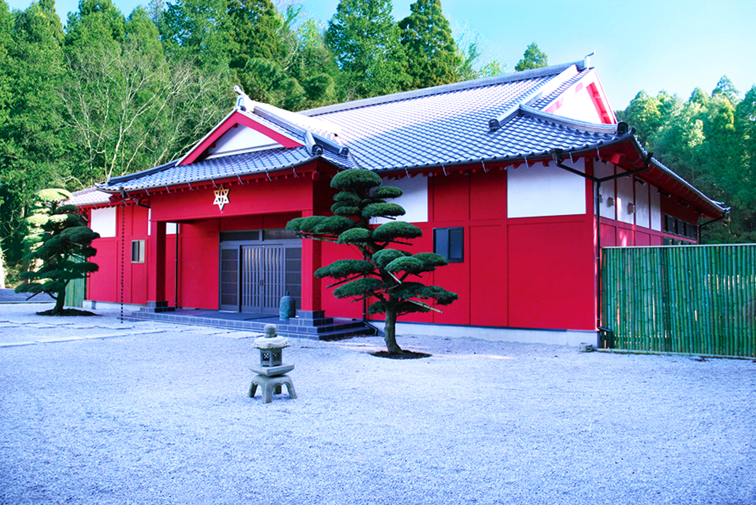
弥勒菩薩光臨堂
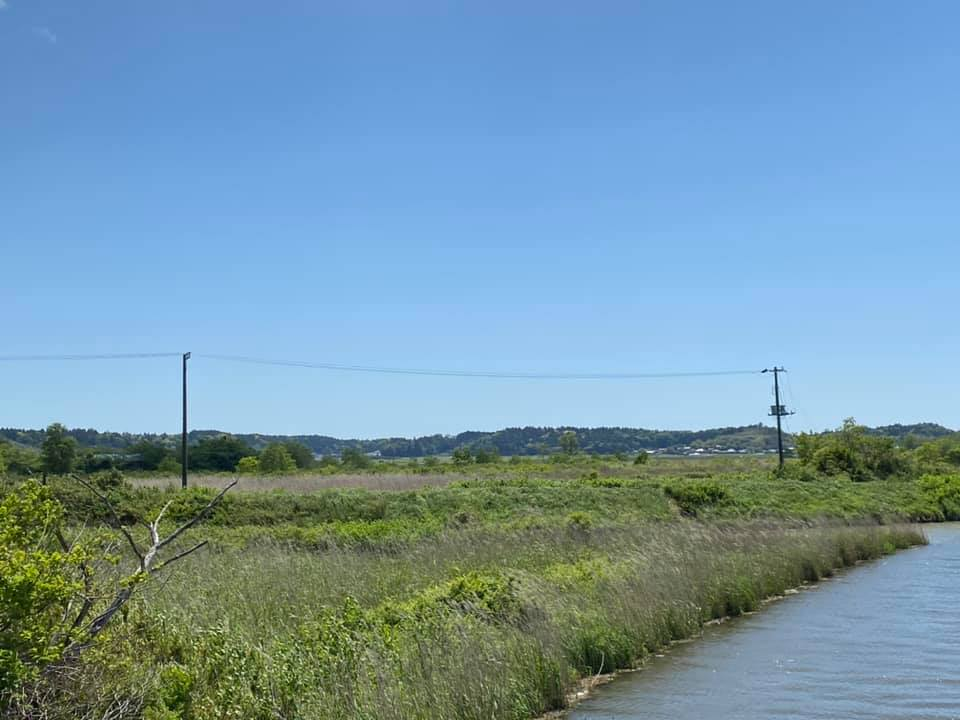
多古光湿原（横芝光町側）
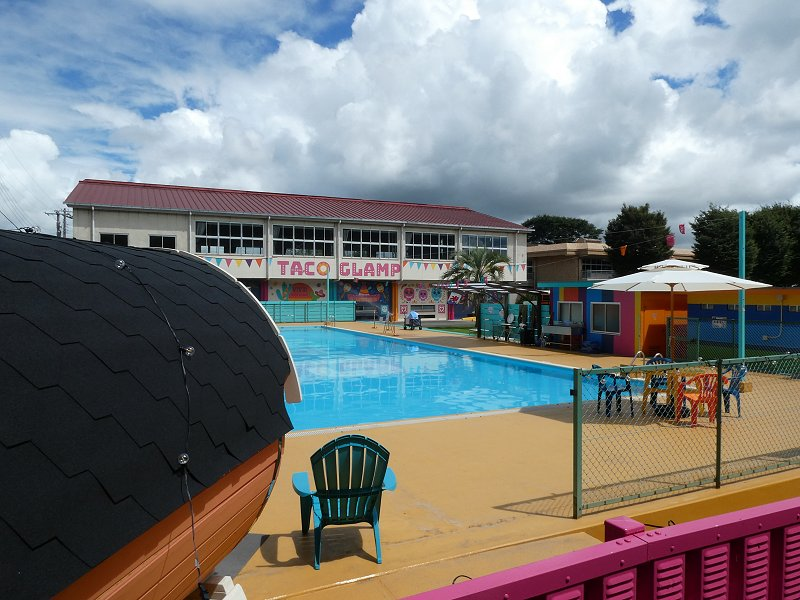
TACO GLAMP THE MEXICO

### 祭事・催事
- 多古祇園祭

しいかご舞（千葉県指定無形民俗文化財）

### 文化財
国・県指定および国登録文化財一覧。
| 番号 | 指定・登録 | 類別                     | 名称                              | 所在地                     | 所有者または管理者       | 指定年月日       | 備考  |
| ---- | ---------- | ------------------------ | --------------------------------- | -------------------------- | ------------------------ | ---------------- | ----- |
| 1    | 県指定     | 有形文化財（彫刻）       | 木造伝妙見菩薩倚像                | 香取郡多古町多古2550       | 妙光寺                   | 昭和52年3月8日   | 1躯   |
| 2    | 県指定     | 有形文化財（考古資料）   | 多古台遺跡群No.3地点5号墳出土遺物 | 多古町コミュニティプラザ   | 多古町                   | 平成18年3月14日  | 107点 |
| 3    | 県指定     | 有形文化財（考古資料）   | 塙台遺跡弥生再葬墓出土遺物        | 多古町立久賀小学校         | 多古町                   | 平成19年3月16日  | 157点 |
| 4    | 県指定     | 有形民俗文化財           | 農村生活用具                      | 千葉県立多古高等学校       | 千葉県                   | 昭和41年12月2日  | 一括  |
| 5    | 県指定     | 無形民俗文化財           | 多古のしいかご舞                  | 八坂神社                   | 八坂神社しいかご舞保存会 | 昭和50年12月12日 |       |
| 6    | 県指定     | 記念物（史跡）           | 北条塚古墳                        | 香取郡多古町東松崎1747-1他 | 松崎神社                 | 昭和50年12月12日 |       |
| 7    | 県指定     | 記念物（史跡）           | しゃくし塚古墳                    | 香取郡多古町南玉造         | 個人                     | 平成3年2月15日   |       |
| 8    | 国登録     | 登録有形文化財（建造物） | 渋谷嘉助旧宅正門                  | 香取郡多古町北中83         | 個人                     | 平成11年8月23日  | 1件   |
| 9    | 国登録     | 登録有形文化財（建造物） | 木内家住宅主屋他                  | 香取郡多古町多古2613       | 個人                     | 平成11年10月14日 | 3件   |

## 著名な出身者

### 政治・経済・行政
- 五十嵐敬止 - 明治-昭和戦前期の銀行家。貴族院多額納税者議員、衆議院議員[10]。
- 鵜澤静 - 元日清紡ホールディングス社長。
- 小川豊明 - 衆議院議員、元多古町長。
- 久松勝慈 - 多古藩最後の知藩事。初代多古村・多古町長。
- 五木田太郎吉 - 農業、千葉県会議員。
- 渋谷嘉助 - 明治-昭和戦前期の実業家・社会事業家[11]。旧宅正門は国登録有形文化財。
- 村岡良弼 - 明治時代の法制官僚・歴史学者[11]。

### 学術
- 木川統一郎 - 弁護士、元中央大学教授。
- 黒須巳之吉 - 大正・昭和期の耳鼻咽喉科医学者[12]。
- 林泰輔 - 明治・大正期の漢学者[13]。
- 平山増之助 - 明治・大正期の薬学者。多古藩藩医の家系の出身[10]。
- 松本高三郎 - 明治-昭和期の精神医学者。千葉医科大学学長[14]。

### 文化・芸能
- 宇井愛美 - ファッションモデル。
- 金杉陽子 - フリーアナウンサー。
- 国安修二 - シンガーソングライター。
- 並木寂阿（七郎右衛門） - 江戸時代中期の俳人、御所台村名主。杉山杉風の系譜を汲み、「飛鳥園」の号を継いだ[15]。
- マギー隆司 - 奇術師。
- 四代目吉原朝馬 - 落語家。

### スポーツ
- 宇井陽一 - ロードレーサー

### 歴史上の人物
- 飯篠家直 - 剣客